# 1935年巴西共产主义起义
1935年巴西共产主义起义 （葡萄牙語：Intentona Comunista）是一场由路易斯·卡洛斯·普列斯特斯和左翼低级军官领导的，以民族解放联盟（葡萄牙語：Aliança Nacional Libertadora, ANL）的名义发起的反热图利奥·瓦加斯政府的武装起义。起义于1935年11月23-27日间在纳塔尔、累西腓和里约热内卢爆发。这场起义由巴西共产党发动，并得到了共产国际的支持。

## 背景
1934年7月，随着巴西新宪法的通过和瓦加斯当选为总统，巴西进入了宪政正常时期，然而各方对此都表示不满。瓦加斯尽管具有权威性，但仍宣布反对宪政体制，其他反对派也同意他的观点，认为新政府软弱，因此开始密谋推翻新政府。
推翻政府的阴谋始于1934年，由那些因在1930年巴西革命期间与巴西前总统阿图尔·贝纳德斯勾结而失去权力和威望的失宠军官发起。阴谋者利用他们在军队中的地位，开始从警察部队窃取武器，并招募中士及以下军士组成战斗部队。
到1934年10月，这些行动使革命者与巴西大多数驻军建立了联系，然而革命运动内部形成了三个派别，导致了思想冲突。第一派以圣保罗为基地，由寻求社会改革的军官和平民领导。第二派由具有独裁理想的军事人员组成，而第三派则由军队内部的共产党人组成，他们包括士兵和军官。
在此期间，这一场运动受到共产国际、军情六处特工约翰·海因里希·阿马多伊斯·德格拉夫和瓦尔加斯政府的渗透。一名驻扎在联邦区、忠于瓦加斯的军官菲林托·穆勒，早在1934年10月就得知了这一针对政府的阴谋。
高级军官有担心他们中间的共产主义分子会接管他们的运动。1935年1月，在起义计划引起苏联注意后，巴西共产党开始努力控制这一场运动。共产党人发现了运动中存在的政治分歧，特别是与贝纳德斯结盟的军官和那些希望进行社会改革的军官之间的分歧。1935年3月，巴西共产党将不同情该运动的军官驱逐出，并完全控制了这场运动。共产党人最初打算在1935年狂欢节周期间发动起义。
与此同时，受到欧洲出现的旨在阻止纳粹-法西斯主义崛起的人民阵线的启发，巴西成立了民族解放联盟。民族解放联盟将通过吸引许多军事人员、天主教徒、社会主义者和自由主义者在与众多工会一起的统一战线下加入群众运动来扩大这场起义。
民族解放联盟成员认为瓦加斯继续使巴西进一步走向独裁政权。这场运动的纲领是反对国际资本对巴西的剥削、争取土地改革和争取民主，以这样的口号来表达：争取面包、土地和自由。
由于路易斯·卡洛斯·普列斯特斯参与领导1920年代的革命以及他在军方官员中的高度声望，民族解放联盟成立后将其公开选为荣誉主席。作为切·格瓦拉的革命先驱，“希望的骑士”普列斯特斯于1930年成为坚定的共产主义者，并于1931年访问莫斯科后公开承认他对无产阶级的忠诚。普列斯特斯要求加入巴西共产党的请求在他远离巴西期间多年来一直被忽视，直到共产国际发出指令，直接要求该党接受他加入。
1935年4月，普列斯特斯在莫斯科度过一个冬季后，与他的妻子、共产党员奥尔加·贝纳里奥·普列斯特斯、共产党员哈里·伯杰、阿根廷人鲁道夫·吉奥尔迪、莱昂-朱勒斯·瓦莱、弗朗茨·保罗·格鲁伯、以及美国人维克多·艾伦·巴伦作为共产国际代表团前往巴西。代表团由一名格鲁乌特工陪同，该特工在巴西之行期间和之后负责其安全。
普列斯特斯回国后，由于他在军官中的声誉，他控制了即将到来的革命的全部计划。在普列斯特斯领导这一起义的情况下，共产国际在财政上支持这场起义，从而使起义呈指数级增长，使巴西共产党能够进行新的宣传并启动新的共产主义青年计划。
由于菲林托·穆勒向瓦加斯提供的信息，瓦加斯能够将革命者与“民族解放联盟”联系起来。作为回应，瓦加斯成功敦促巴西国民大会（葡萄牙語：Nacional do Brasil）通过1935年国家安全法，宣布民族解放联盟组建的政治联盟为非法组织。这项立法成功限制了普列斯特斯争取群众广泛支持的能力，群众担心成为政府的攻击目标。
当共产国际宣布支持这场起义后，瓦加斯政府承认民族解放联盟成员构成的革命威胁。7月，政府对民族解放联盟采取行动，军队突袭该组织的办公室、没收其宣传品、扣押其记录并监禁其领导人。这次镇压使普列斯特斯改变了策略，迫使他在军队中派遣更多的共产党员来招募新的革命者以增强起义队伍，同时继续反抗瓦加斯，让民族解放联盟在1935年整个夏天里继续举办非法集会。到1935年8月时，普列斯特斯已经完成了他的计划，通过在几个地区的军事起义引发罢工和革命来建立共产主义政权。

## 起义爆发
第一场武装起义于1935年11月23日在纳塔尔爆发，共产党人成功在城外建立起维持一段时间的临时政府。隔日，另一场武装起义在累西腓爆发。27日，在首都里约热内卢，第三场武装起义爆发。
起义发生的前一天，普列斯特斯仍在里约热内卢试图争取其他高级军事官员的支持，其中包括牛顿·埃斯蒂拉克·莱尔，后者无视他的请求，并将这些沟通尝试告知政府。纳塔尔和累西腓的公民获得了一些武器，与起义的革命者一起对抗政府军。
在里约热内卢，如果军事领导人在起义爆发后没有采取额外的预防措施，第3步兵团和第2步兵团就会袭击当时正在睡觉的战友。这场起义中最戏剧性的一幕是试图夺取坎波多斯阿丰索斯航空团的指挥权，当时该团是陆军的一部分（巴西空军于1941年成立），夺权的目的是获得飞机以轰炸里约热内卢。政府军设法安装火炮来轰炸跑道并阻止任何轰炸机起飞。政府军最后的攻击是在炮兵支援下进行的步兵冲锋，夺回了被占领的设施。
尽管三个主要城市的中心发生了起义，但其他人口稠密的中心，如圣保罗和米纳斯吉拉斯州，有组织的共产当人却没有采取行动，这是因为军队截获了发给这两个城市的共产党人的命令。政府军将起义者限制在联邦区，切断起义组织之间的通讯，将他们隔离在各自的城市，并阻止共产党领导人团结一致地组织起来。
由于没有工人阶级的支持，而且起义仅限于三个城市，经过几周的战斗后，起义最终被镇压。革命者放下武器，没有被瓦加斯处决，这是因为瓦加斯只寻求对起义领导人和合作者进行刑事审判。
瓦加斯指责起义者反对上帝、反对祖国、反对家庭观念，借此来妖魔化参与者。此后，激烈的迫害不仅影响到共产党人，也影响到所有政府反对者。全国各地有数千人因直接或间接参与起义而被捕。国会议员、参议员，甚至里约热内卢市长佩德罗·埃内斯托·巴普蒂斯塔都被监禁。政府逮捕并折磨了普雷斯特斯，同时将他的妻子奥尔加·贝纳里奥驱逐到纳粹德国，她后来死于集中营。

## 事后

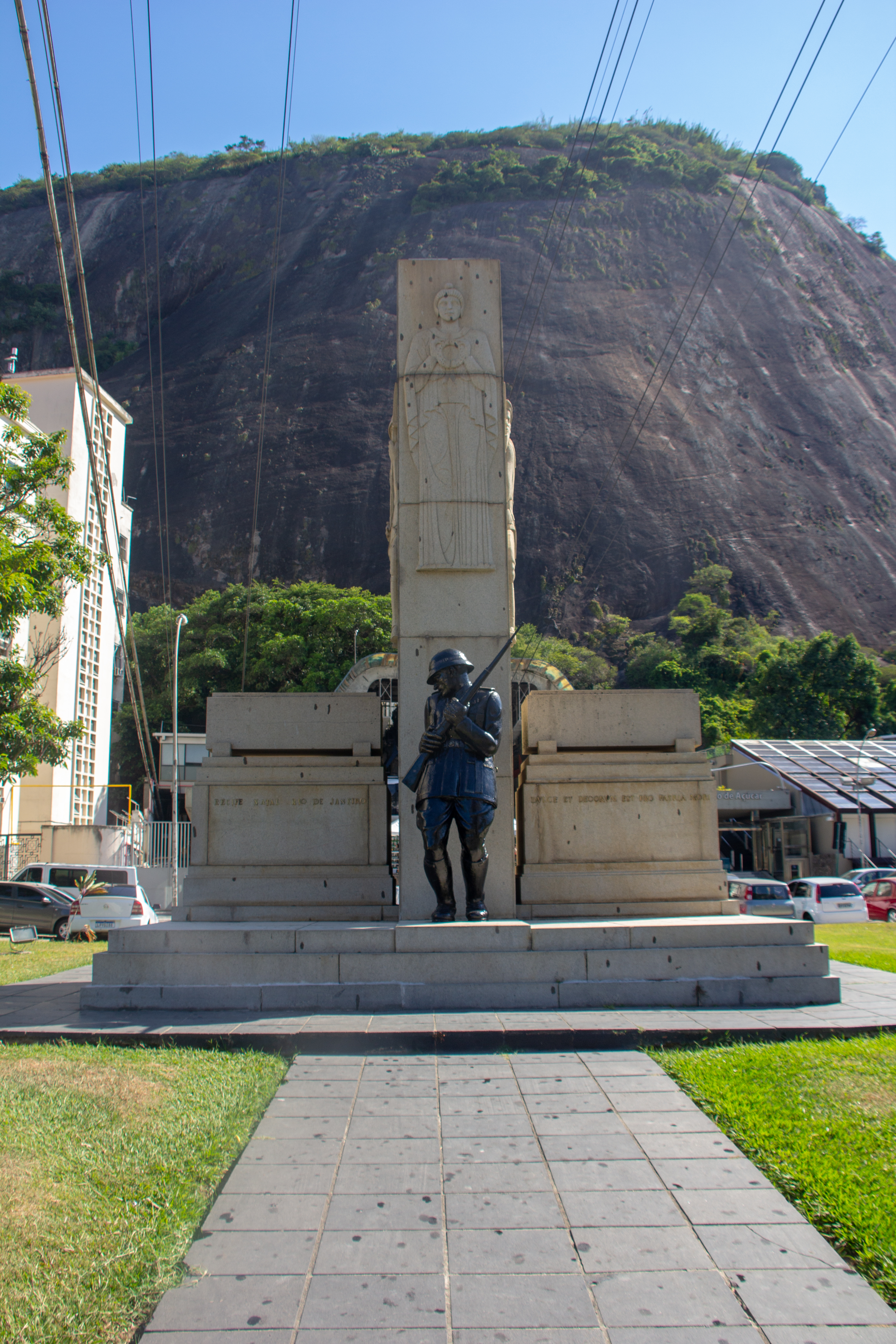
里约热内卢乌尔卡的起义受害者纪念碑

尽管失败了，共产主义叛乱却为瓦加斯提供了获得更多权力的借口。 1935年11月后，巴西国民议会批准了一系列限制自身权力的法律，而行政部门则获得了几乎无限的镇压权力。这一过程在1937年11月10日政变中达到顶峰，政变关闭了巴西国民议会，取消了即将举行的1938年总统选举，并任命瓦加斯为独裁者。这段独裁时期被称为“新国家”，并一直持续到1945年。

### 死者
由于所有发生的事件都有政府军和起义者的参与，目前还没有对受害者的完整评估。在起义者中，很难找到一份完整的遇难者名单，但据估计，仅累西腓起义就至少有一百人死亡，里约热内卢普拉亚维尔梅哈起义也有二十人死亡，这使得无数人在纳塔尔和里约热内卢其他军营死亡。
参与战斗的政府军有22人死亡。巴西陆军列出了总共30名受害者，但没有透露他们是政府军还是起义者。
1936年初，为了找出起义失败的责任人，普列斯特斯下令刺杀16岁的埃尔扎·费尔南德斯。普列斯特斯怀疑她是警方线人，后来证明这是一个失误。

## 图片

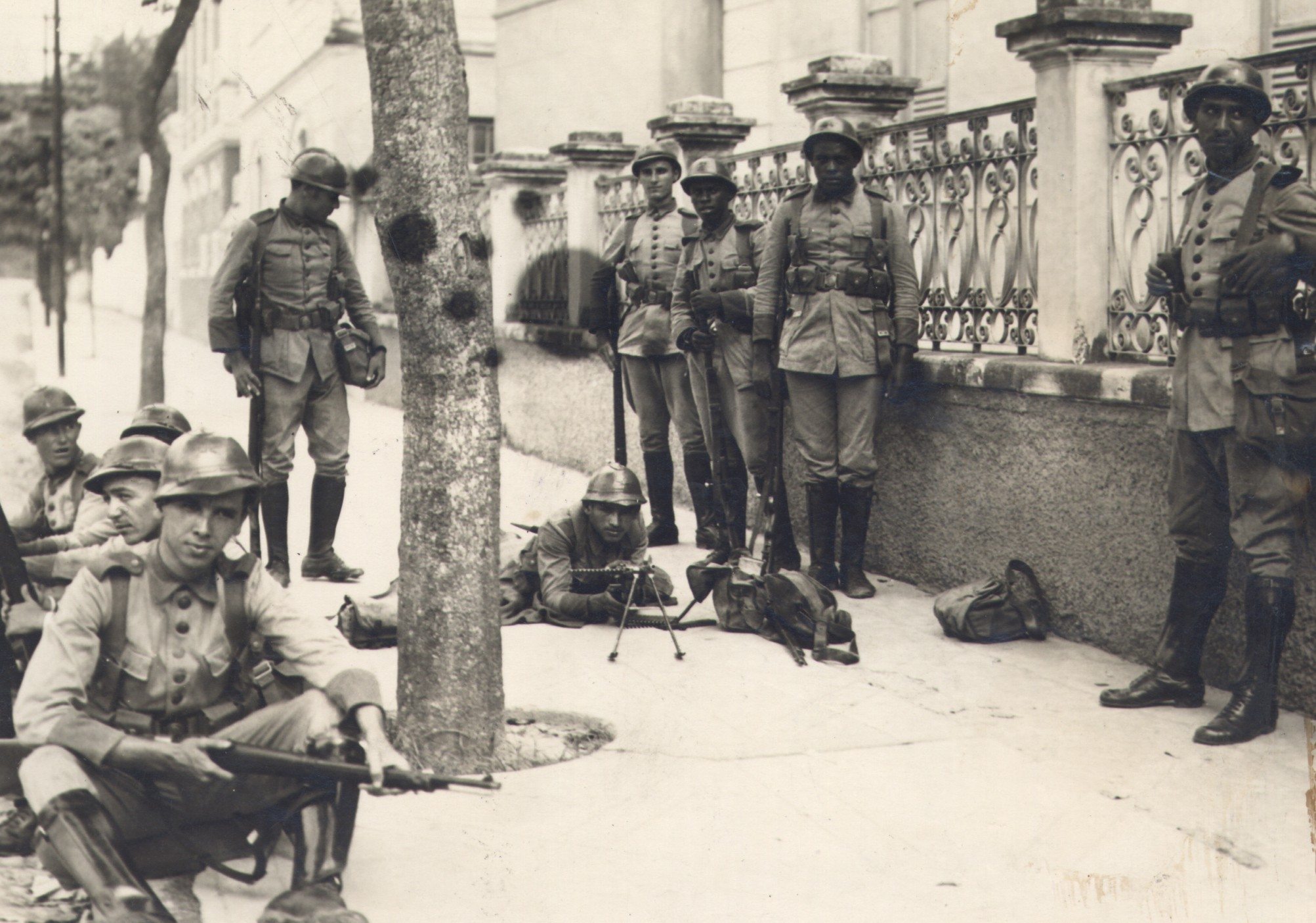
政府军
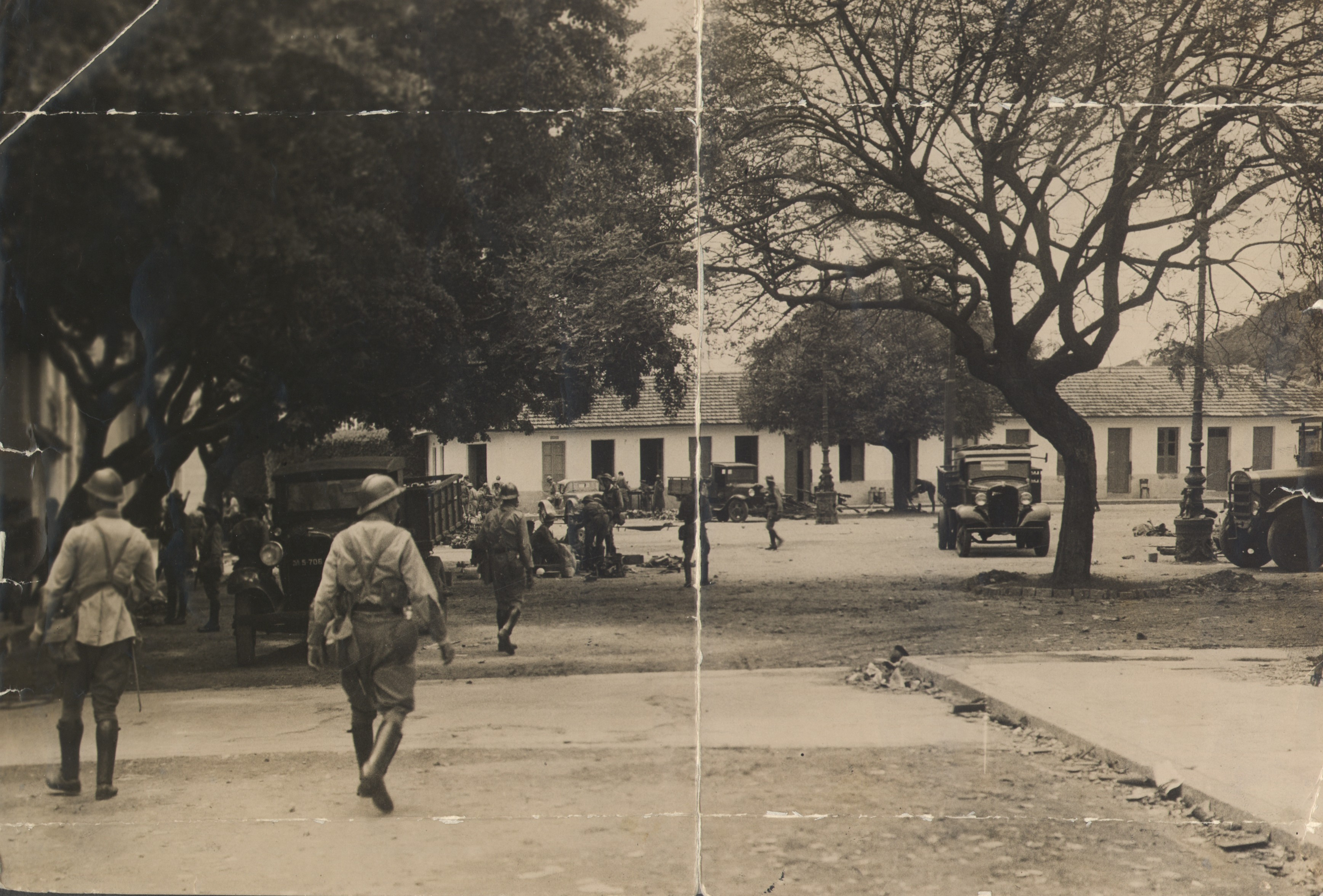
第三步兵团的军营，共产主义起义的中心
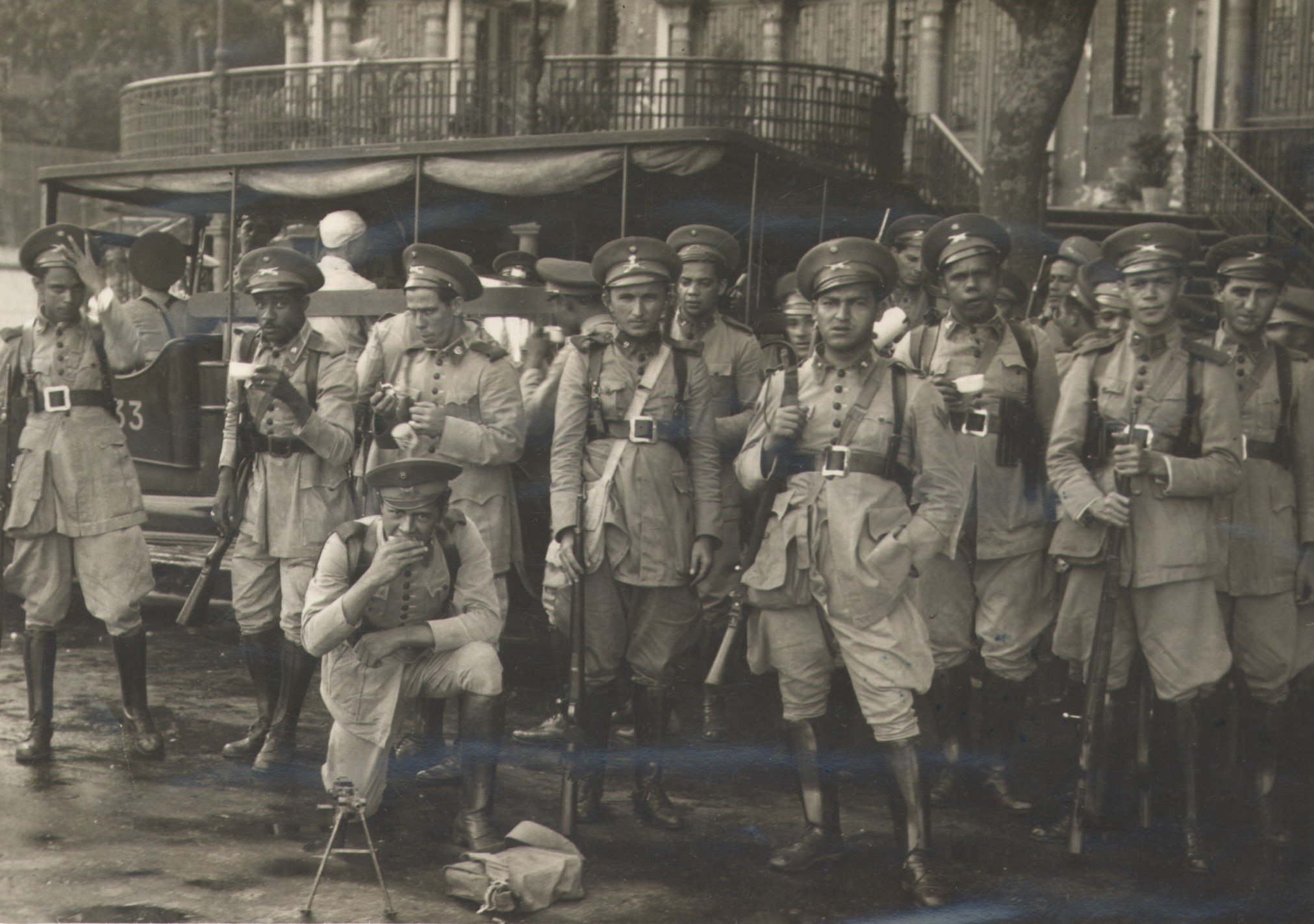
位于政府所在地附近的里约热内卢警察局
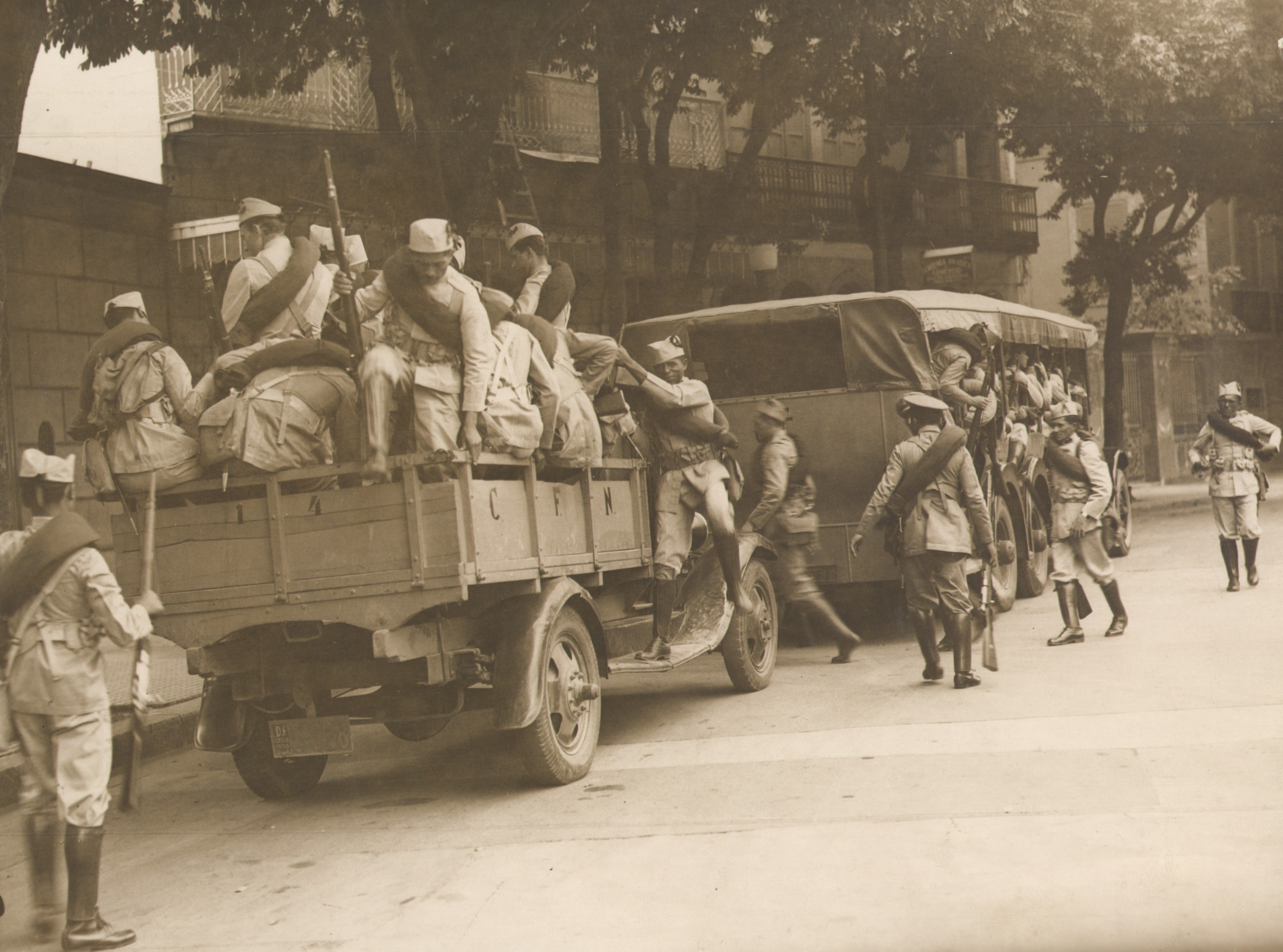
巴西海军陆战队抵达阻止共产党军队前进
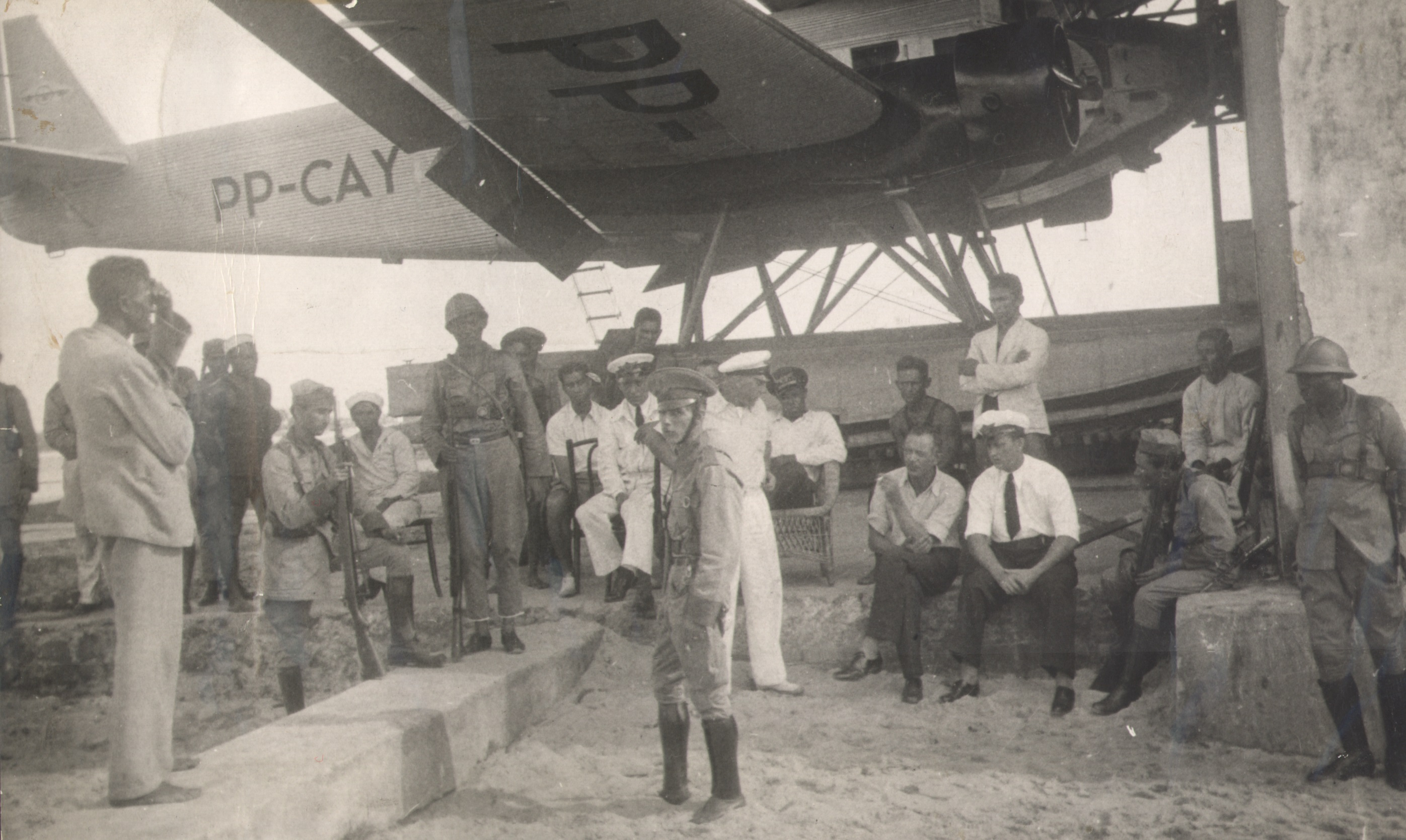
共产党平民和起义士兵在被俘获的飞机附近站岗。